# 中村喜四郎 (1910年生の政治家)
中村 喜四郎（なかむら きしろう、1910年〈明治43年〉11月5日 - 1971年〈昭和46年〉12月21日）は、日本の教育者、政治家。位階は正五位。勲等は勲三等。
参議院議員（2期）、茨城県議会議員（5期）。

## 経歴
1910年（明治43年）、茨城県生まれ。
茨城県師範学校、東京高等師範学校卒業。郷里の小学校訓導、島根県師範学校教諭を務める。
1940年（昭和15年）、東京文理科大学卒業。中国に渡り、北京日本中学校教諭、北京工業大学教授を務める。
1945年（昭和20年）、帰国。その後、茨城県立境高等学校教諭を務める。戦前戦後を通じ、教育一筋の道を歩んだ。
1947年（昭和22年）、茨城県議会議員選挙に当選。以来、連続五期十八年間にわたり、県議会議員として活動。
1958年（昭和33年）、第54代茨城県議会議長。
1965年（昭和40年）、第7回参議院議員通常選挙茨城県選挙区に自由民主党から出馬し、初当選。
1971年（昭和46年）、第9回参議院議員通常選挙再選。同年12月、参議院議員在職中に死去、61歳。死没日をもって勲三等旭日中綬章追贈、正七位から正五位に叙される。
1972年（昭和47年）2月、補欠選挙が行われ、妻の登美が無所属で出馬し日本社会党の矢田部理、自由民主党の山口武平らを破り、当選した。
1976年（昭和51年）12月、息子の伸が喜四郎の名を襲名（戸籍上の名前も改名）し、第34回衆議院議員総選挙に旧茨城3区から無所属で立候補し、当選した。
党役職としては自民党首都圏整備副委員長、茨城県連幹事長、同政調会長、国会では参議院研究学園都市特別委員長、文教委員長を歴任した。

## 人物
剣道八段範士で茨城県学校剣道連盟会長を務め、大松博文によれば「中村は剣道の達人であり、一面、硬骨漢としての性格の持ち主だったが、親しく接すると、親身にあふれ、人間味豊かだった。」という。中村と剣道のつながりは、幼少のころからだが弱かったので、からだを鍛えるために剣道を始めたことが動機であった。

## 家族・親族
- 妻・登美（政治家・元参議院議員）
- 息子・2代目喜四郎（政治家・衆議院議員、建設大臣）